# 595
Évszázadok: 5. század – 6. század – 7. század
Évtizedek: 540-es évek – 550-es évek – 560-as évek – 570-es évek – 580-as évek – 590-es évek – 600-as évek – 610-es évek – 620-as évek – 630-as évek – 640-es évek
Évek: 590 – 591 – 592 – 593 –  594 – 595 – 596 – 597 – 598 – 599 – 600

## Események

### Bizánci Birodalom
- A Petrosz vezette balkáni hadsereg sikeresen védi a dunai határt a szláv betörésekkel szemben. Maurikiosz császár ismét bizalmába fogadja Priszkosz hadvezért, aki a rá bízott sereggel felmenti az avarok által ostromolt Singidunumot (Belgrád). A visszavonuló avarok betörnek Dalmáciába.
- Meghal IV. Ióannész konstantinápolyi pátriárka. Utóda II. Küriakosz.

### Európa
- I. Gergely pápa Canterburyi Ágoston vezetésével missziót küld Britanniába, a Kenti Királyságba, hogy térítsék meg Æthelberht királyt és népét.
- A longobárdok kifosztják a közép-itáliai Terracinát.
- Meghal Euin, Trident longobárd hercege. Utóda Gaidoald.
- Meghal II. Gartnait pikt király. Utóda Talorc mac Achiuir.

### Arábia
- A 25 éves Mohamed feleségül veszi munkaadóját, a 40 éves Hadídzsa bint Huvajlid gazdag kereskedőnőt.

### Kína
- Ven, a Szuj-dinasztia császára megtiltja hogy közemberek fegyvert birtokolhassanak, ez alól csak a határtartományok lakossága kap felmentést.

## Születések
- Kim Ju-szin, koreai hadvezér
- Szaad ibn Abí Vakkász, arab hadvezér, Mohamed követője
- Talha ibn Ubajdalláh, Mohamed követője
- Zajnab bint Huzajma, Mohamed ötödik felesége

## Halálozások
- IV. Ióannész, konstantinápolyi pátriárka

## Fordítás
- Ez a szócikk részben vagy egészben  a(z)   595 című angol Wikipédia-szócikk ezen változatának fordításán alapul.  Az eredeti cikk szerkesztőit annak laptörténete sorolja fel. Ez a jelzés csupán a megfogalmazás eredetét és a szerzői jogokat jelzi, nem szolgál a cikkben szereplő információk forrásmegjelöléseként.